# Jali (chanteur)
Pour les articles homonymes, voir Jali (homonymie).

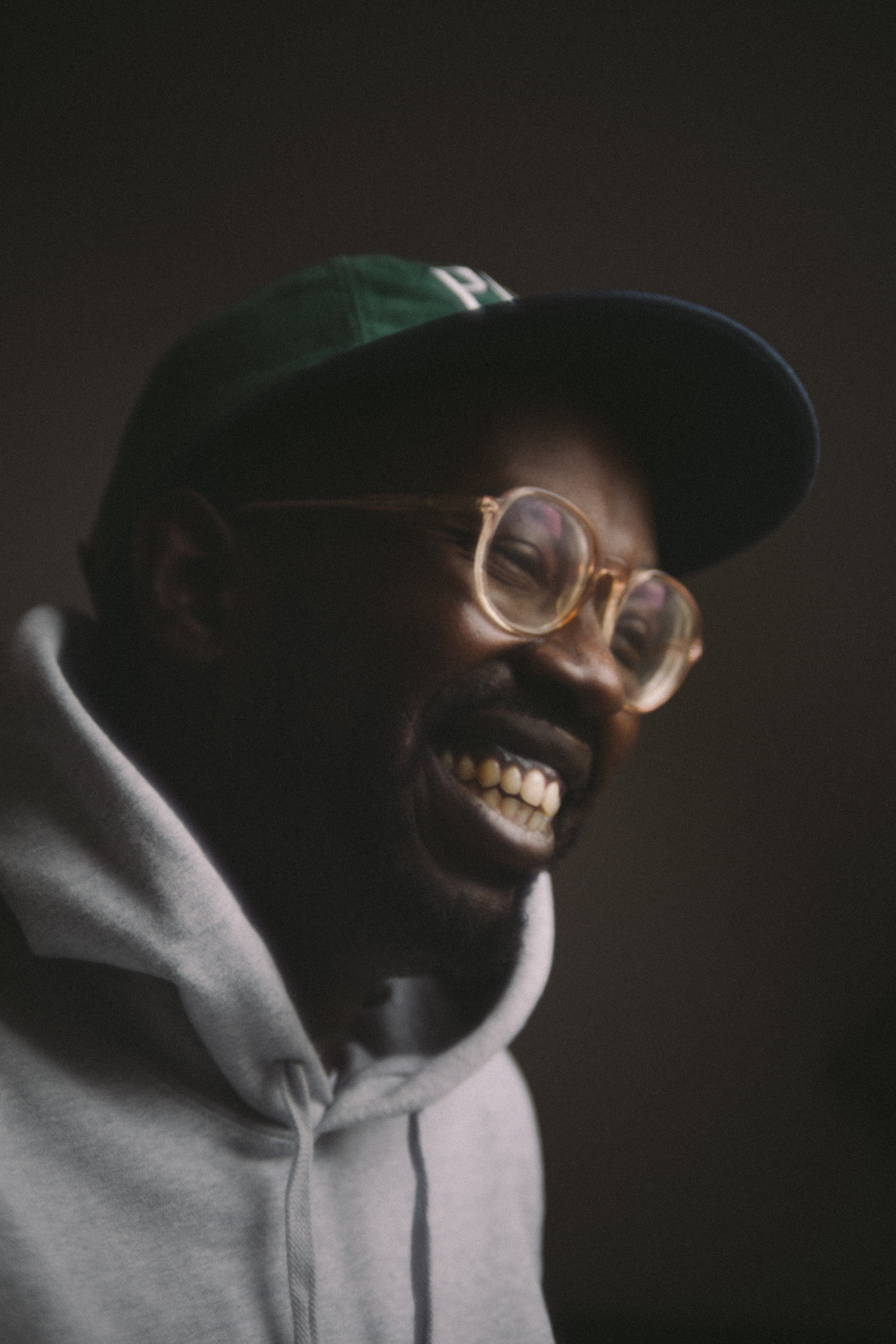

Jali, né à Kigali au Rwanda le 20 septembre 1988, est un chanteur belge, auteur et compositeur de musique folk et de chansons francophone. Il joue de la guitare acoustique en accompagnement de ses chansons.
Jali a choisi son nom de scène en référence au nom d'une colline au Rwanda. Il a sorti son premier disque (single), l' Española en juin 2011, suivi en octobre 2011 d'un album sous le label de Barclay-Universal intitulé Des jours et des lunes.
En février 2012, Jali obtient le prix Artiste de l'année aux Octaves de la musique, l'équivalent en Belgique des Victoires de la musique en France.
Son album Des jours et des lunes est certifié disque d'or en Belgique en septembre 2012.
En 2014, Jali est choisi comme coach de la saison 4 de The Voice Belgique aux côtés de BJ Scott, Chimène Badi et Stanislas. Le 12 octobre 2014, il lance Pars le premier single de son nouvel album à venir en 2015.

## Biographie
Étudiant, il rencontre une bande de copains qui font de la musique. Il se procure une six-cordes d’occasion, tape « apprendre la guitare » sur internet et découvre ses premiers accords sur des transcriptions de Bob Marley et Tracy Chapman. « Quand j’ai réussi à faire mes propres suites d’accords, les textes sont venus tous seuls. Je suis bavard, j’ai de l’imagination, j’ai toujours plein de choses à raconter. » Au même moment, puisqu’il sait jouer un peu de guitare et chanter, il se trouve embarqué dans un groupe de reggae en lingala, français, swahili et anglais. « J’avais envie de raconter mes propres histoires. Alors, en parallèle, j’ai commencé à chanter en solo. »
À ses premières scènes, avec ses premières chansons, il décide de devenir Jali. « C’est le nom de la plus haute colline de Kigali, la capitale rwandaise d’où vient ma famille. Mon prénom commence par J, Jali est une sorte d’anagramme de mon nom de famille… »
Et il éclot en auteur-compositeur-interprète dont on peut entendre autant l’admiration pour Lokua Kanza que l’empreinte de Georges Brassens, le souci de musicalité et l’obsession du sens…  « La seule chose sur laquelle j’ai dû faire un effort, c’est sur les mélodies – ne pas faire de mélodies trop compliquées, faire qu’on puisse comprendre les chansons sans efforts. Simplifier le trajet des mots. »
En même temps que Jali terminait son album, il est parti sur les routes en ouverture de la tournée des Zénith de Bernard Lavilliers. Chaque soir, la même aventure s’est reproduite : « Les gens sceptiques au début, très emballés à la fin. C’est un peu comme quand on drague : quand on sort de scène, on a le sentiment d’avoir séduit. » Voilà pourquoi il tient à donner des concerts au moment même de la sortie de son album : ses chansons sont faites pour être partagées, sont faites pour être montrées, contées, offertes. De telles chansons ne peuvent que continuer à se raconter.
Depuis le grand appel du large d’Española, son premier single, on a compris que ses yeux sont largement ouverts sur le monde, mais aussi son cœur. Toujours des histoires, toujours des images…
En 2012, Jali remporte l'octave "artiste de l'année" décernée lors des Octaves de la musique de la même année.
Dès 2016, il écrit pour d'autres artistes tels le duo belge pop-rock Delta pour leur EP Pas la fin du monde et leur album À Ciel ouvert. Jali leur écrit entre autres En visant la lune, classé no 15, Héréditaire, classé no 21 et Le verre de trop, no 20.

## Inspirations
Les chansons de Jali viennent le plus souvent des mots : une histoire qui surgit soudainement, une conversation, un copain qui raconte un film ou un roman, et Jali écrit. Certaines chansons naissent même sur son iPhone pendant ses trajets en métro. Le titre de la chanson 21 grammes fait référence à la théorie des 21 grammes qui serait le poids de l'âme.
Évidemment, Jali avait beaucoup écouté de chansons avant d’en écrire. Siffler sur la colline sur les cassettes de papa en voiture, Fast Car de Tracy Chapman à l’adolescence, et puis une période rap, une période rock, une période musique africaine. Il ne songeait pas pour autant à chanter. « C’est venu lentement. Je suis né au Rwanda en 1988 mais j’ai grandi en Belgique depuis l’âge de deux mois. Je n’y suis retourné qu’en 2005 et je suis revenu deux ans plus tard pour faire mes études à Bruxelles. Jusque-là, je pensais qu’il fallait savoir jouer d’un instrument pour chanter. »

## Réalisation
L’album a été coréalisé, d’une part, par Jali,  Imani et Mike Toch sous la signature collective d’A.R.E Music, et, d’autre part, par Jean-Louis Piérot, ex-Valentins et réalisateur pour Alain Bashung, Miossec ou Renan Luce.

## Discographie

### Singles
- Dis-le-moi (2015)
- Pars (2014)
- Española (Barclay - 2011)
- 21 grammes (Barclay - 2011)
- Un jour ou l'autre / Boum boum (Barclay - 2011)
- Des ailes (Barclay - 2012)
- Bonnie (Barclay - 2012)